# Screen Actors Guild Awards 2012
La 18ª cerimonia del Premio SAG si è tenuta il 29 gennaio 2012 allo Shrine Exposition Center di Los Angeles.
Le candidature sono state annunciate da Judy Greer e Regina King il 14 dicembre 2011 al Los Angeles' Pacific Design Center's Silver Screen Theater.

## Cinema

### Miglior attore protagonista
- Jean Dujardin – The Artist
- Demián Bichir – Per una vita migliore (A Better Life)
- George Clooney – Paradiso amaro (The Descendants)
- Leonardo DiCaprio – J. Edgar
- Brad Pitt – L'arte di vincere (Moneyball)

### Migliore attrice protagonista
- Viola Davis – The Help
- Glenn Close – Albert Nobbs
- Meryl Streep – The Iron Lady
- Tilda Swinton – ...e ora parliamo di Kevin (We Need To Talk About Kevin)
- Michelle Williams – Marilyn

### Miglior attore non protagonista
- Christopher Plummer – Beginners
- Kenneth Branagh – Marilyn
- Armie Hammer – J. Edgar
- Jonah Hill – L'arte di vincere (Moneyball)
- Nick Nolte – Warrior

### Miglior attrice non protagonista
- Octavia Spencer – The Help
- Bérénice Bejo – The Artist
- Jessica Chastain – The Help
- Melissa McCarthy – Le amiche della sposa (Bridesmaids)
- Janet McTeer – Albert Nobbs

### Miglior cast
- The Help
Jessica Chastain, Viola Davis, Bryce Dallas Howard, Allison Janney, Chris Lowell, Ahna O'Reilly, Sissy Spacek, Octavia Spencer, Mary Steenburgen, Emma Stone, Cicely Tyson, Mike Vogel
- Le amiche della sposa (Bridesmaids)
Rose Byrne, Jill Clayburgh, Ellie Kemper, Matt Lucas, Melissa McCarthy, Wendi McLendon-Covey, Chris O'Dowd, Maya Rudolph, Kristen Wiig
- The Artist
Bérénice Bejo, James Cromwell, Jean Dujardin, John Goodman, Penelope Ann Miller
- Midnight in Paris
Kathy Bates, Adrien Brody, Carla Bruni, Marion Cotillard, Rachel McAdams, Michael Sheen, Owen Wilson
- Paradiso amaro (The Descendants)
Beau Bridges, George Clooney, Robert Forster, Judy Greer, Matthew Lillard, Shailene Woodley

### Migliori controfigure
- Harry Potter e i Doni della Morte - Parte 2 (Harry Potter And The Deathly Hallows Part 2)
- Cowboys & Aliens
- I guardiani del destino (The Adjustment Bureau)
- Transformers 3 (Transformers 3: Dark of the Moon)
- X-Men - L'inizio (X-Men: First Class)

## Televisione

### Migliore attore in un film TV o miniserie
- Paul Giamatti – Too Big to Fail - Il crollo dei giganti (Too Big to Fail)
- Laurence Fishburne – Thurgood
- Greg Kinnear – The Kennedys
- Guy Pearce – Mildred Pierce
- James Woods – Too Big to Fail - Il crollo dei giganti (Too Big to Fail)

### Migliore attrice in un film TV o miniserie
- Kate Winslet – Mildred Pierce
- Diane Lane – Cinema Verite
- Maggie Smith – Downton Abbey
- Emily Watson – Appropriate Adult
- Betty White – L'ultimo San Valentino (The Lost Valentine)

### Migliore attore in una serie drammatica
- Steve Buscemi – Boardwalk Empire - L'impero del crimine (Boardwalk Empire)
- Patrick J. Adams – Suits
- Kyle Chandler – Friday Night Lights
- Bryan Cranston – Breaking Bad
- Michael C. Hall – Dexter

### Migliore attrice in una serie drammatica
- Jessica Lange – American Horror Story
- Kathy Bates – Harry's Law
- Glenn Close – Damages
- Julianna Margulies – The Good Wife
- Kyra Sedgwick – The Closer

### Migliore attore in una serie commedia
- Alec Baldwin – 30 Rock
- Ty Burrell – Modern Family
- Steve Carell – The Office
- Jon Cryer – Due uomini e mezzo (Two and a Half Men)
- Eric Stonestreet – Modern Family

### Migliore attrice in una serie commedia
- Betty White – Hot in Cleveland
- Julie Bowen – Modern Family
- Edie Falco – Nurse Jackie - Terapia d'urto (Nurse Jackie)
- Tina Fey – 30 Rock
- Sofía Vergara – Modern Family

### Miglior cast in una serie drammatica
- Boardwalk Empire - L'impero del crimine (Boardwalk Empire)
Steve Buscemi, Dominic Chianese, Robert Clohessy, Dabney Coleman, Charlie Cox, Josie & Lucy Gallina, Stephen Graham, Jack Huston, Anthony Laciura, Heather Lind, Kelly Macdonald, Rory & Declan McTigue, Gretchen Mol, Brady & Connor Noon, Kevin O'Rourke, Aleksa Palladino, Jacqueline Pennewill, Vincent Piazza, Michael Pitt, Michael Shannon, Paul Sparks, Michael Stuhlbarg, Peter Van Wagner, Shea Whigham, Michael Kenneth Williams, Anatol Yusef
- Breaking Bad
Jonathan Banks, Betsy Brandt, Ray Campbell, Bryan Cranston, Giancarlo Esposito, Anna Gunn, RJ Mitte, Dean Norris, Bob Odenkirk, Aaron Paul
- Dexter
Billy Brown, Jennifer Carpenter, Josh Cooke, Aimee Garcia, Michael C. Hall, Colin Hanks, Desmond Harrington, Rya Kihlstedt, C.S. Lee, Edward James Olmos, James Remar, Lauren Velez, David Zayas
- The Good Wife
Christine Baranski, Josh Charles, Alan Cumming, Matt Czuchry, Julianna Margulies, Chris Noth, Archie Panjabi, Graham Phillips, Makenzie Vega
- Il Trono di Spade (Game of Thrones)
Amrita Acharia, Mark Addy, Alfie Allen, Josef Altin, Sean Bean, Susan Brown, Emilia Clarke, Nikolaj Coster-Waldau, Peter Dinklage, Ron Donachie, Michelle Fairley, Jerome Flynn, Elyes Gabel, Iain Glen, Julian Glover, Kit Harington, Lena Headey, Isaac Hempstead Wright, Conleth Hill, Richard Madden, Jason Momoa, Rory McCann, Ian McElhinney, Luke McEwan, Roxanne McKee, Dar Salim, Mark Stanley, Donald Sumpter, Sophie Turner, Maisie Williams

### Miglior cast in una serie commedia
- Modern Family
Aubrey Anderson-Emmons, Julie Bowen, Ty Burrell, Jesse Tyler Ferguson, Nolan Gould, Sarah Hyland, Ed O'Neill, Rico Rodriguez, Eric Stonestreet, Sofía Vergara, Ariel Winter
- 30 Rock
Scott Adsit, Alec Baldwin, Katrina Bowden, Kevin Brown, Grizz Chapman, Tina Fey, Judah Friedlander, Jane Krakowski, John Lutz, Jack McBrayer, Tracy Morgan, Keith Powell
- The Big Bang Theory
Mayim Bialik, Kaley Cuoco, Johnny Galecki, Simon Helberg, Kunal Nayyar, Jim Parsons, Melissa Rauch
- Glee
Dianna Agron, Chris Colfer, Darren Criss, Ashley Fink, Dot Marie Jones, Jane Lynch, Jayma Mays, Kevin McHale, Lea Michele, Cory Monteith, Heather Morris, Matthew Morrison, Mike O'Malley, Chord Overstreet, Lauren Potter, Amber Riley, Naya Rivera, Mark Salling, Harry Shum Jr., Iqbal Theba, Jenna Ushkowitz
- The Office
Leslie David Baker, Brian Baumgartner, Creed Bratton, Steve Carell, Jenna Fischer, Kate Flannery, Ed Helms, Mindy Kaling, Ellie Kemper, Angela Kinsey, John Krasinski, Paul Lieberstein, B.J. Novak, Oscar Nuñez, Craig Robinson, Phyllis Smith, James Spader, Rainn Wilson, Zach Woods

### Migliori controfigure
- Il Trono di Spade (Game of Thrones)
- Dexter
- Southland
- Spartacus - Gli dei dell'arena (Spartacus: Gods of Arena)
- True Blood

## SAG Annual Life Achievement Award
- Mary Tyler Moore